# Луций Рубеллий Гемин
Лу́ций Рубе́ллий Геми́н (лат. Lucius Rubellius Geminus; умер после 29 года) — политический деятель эпохи ранней Римской империи из плебейского рода Рубеллиев, ординарный консул 29 года.

## Биография
Предки Луция Рубеллия принадлежали к всадническому сословию и происходили из Тибура. По одной из версий, его родной дед, предположительно, носивший тот же преномен и ставший в Риме первым всадником, который начал преподавать ораторское искусство, мог приходиться братом некоему Гаю Рубеллию, публикану в Африке, упоминающегося в переписке Цицерона. Отец же Гемина, которого, вероятно, звали Гаем, первым из Рубеллиев благодаря протекции Октавиана Августа сумел достичь курульных магистратур, став проконсулом Киренаики.
Возможно, старшим братом Луция мог быть консул-суффект Римской империи в 18 году Гай Рубеллий Бланд, позднее в качестве проконсула управлявший Африкой.
О гражданско-политической карьере Луция Рубеллия известно лишь, что в 29 году он занимал должность ординарного консула совместно с Гаем Фуфием Гемином.